# Modern femkamp vid olympiska sommarspelen 2004
Modern femkamp vid olympiska sommarspelen 2004 hölls vid Goudi olympiska komplex som ett endagsevenemang för damer och herrar den 26 augusti.

## Medaljörer
| Spel               | Guld                     | Silver                         | Brons                           |
| Herrar Detaljer... | Andrej Moisejev Ryssland | Andrejus Zadneprovskis Litauen | Libor Capalini Tjeckien         |
| Damer Detaljer...  | Zsuzsanna Vörös Ungern   | Jeļena Rubļevska Lettland      | Georgina Harland Storbritannien |

## Medaljtabell
| Pl. | Nation         | Guld | Silver | Brons | Totalt |
| --- | -------------- | ---- | ------ | ----- | ------ |
| 1   | Ungern         | 1    | 0      | 0     | 1      |
| 1   | Ryssland       | 1    | 0      | 0     | 1      |
| 3   | Lettland       | 0    | 1      | 0     | 1      |
| 3   | Litauen        | 0    | 1      | 0     | 1      |
| 5   | Tjeckien       | 0    | 0      | 1     | 1      |
| 5   | Storbritannien | 0    | 0      | 1     | 1      |